# Bertha von Groitzsch

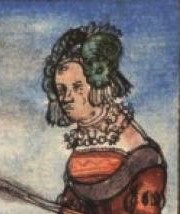
Bertha von Groitzsch in der Chronik der Sachsen und Thüringer von Georg Spalatin („Spalatin-Chronik“)

Bertha von Groitzsch oder von Morungen (* 2. Hälfte des 11. Jahrhunderts; † 16. Mai 1144) war eine deutsche Klosterstifterin.

## Leben
Sie war eine  Tochter des Grafen Wiprecht von Groitzsch und dessen Frau Judith, die bei der Geburt einer weiteren Tochter starb.
Als Bertha von Groitzsch 1092 den Landstrich um Zwickau als Heiratsgut erhielt, versuchte sie als eine eifrige Verfechterin des Christentums, das in dieser Gegend noch weit verbreitete Heidentum auszurotten. Sie bat deshalb um 1112 den Wettiner Dietrich I., Bischof von Naumburg, die Stiftung und Erbauung einer Kirche für den Gau Zwickau zu gestatten. Diese Kirche wurde als Marienkirche am 1. Mai 1118 von Bischof Dietrich geweiht, wie aus einer Urkunde im Stadtarchiv Zwickau hervorgeht. Darin wird die Stifterin Bertha von Groitzsch genannt. Die Marienkirche wurde dem Kloster Posa (bei Zeitz) zugeordnet. Sechs Mönche von dort begannen 1118 ihre Arbeit in der Parochie, was im Wesentlichen Missionsdienst war. Bertha wurde nach kurzer Ehe mit Sizzo von Käfernburg geschieden und später die Gemahlin des Grafen Dedo IV. von Wettin, mit dem sie die Tochter Mathilde hatte und somit zur Stammmutter des sächsischen Königshauses wurde. Ab 1124 war Bertha verwitwet.
1135 erbte sie die Besitzungen ihres Bruders Heinrich, u. a. Leisnig und Colditz, die nach ihrem Tod an die Tochter Mathilde übergingen, welche sie ihrem Mann, dem Bamberger Hochstiftsvogt Rapoto von Abenberg zubrachte.

## Ehrungen

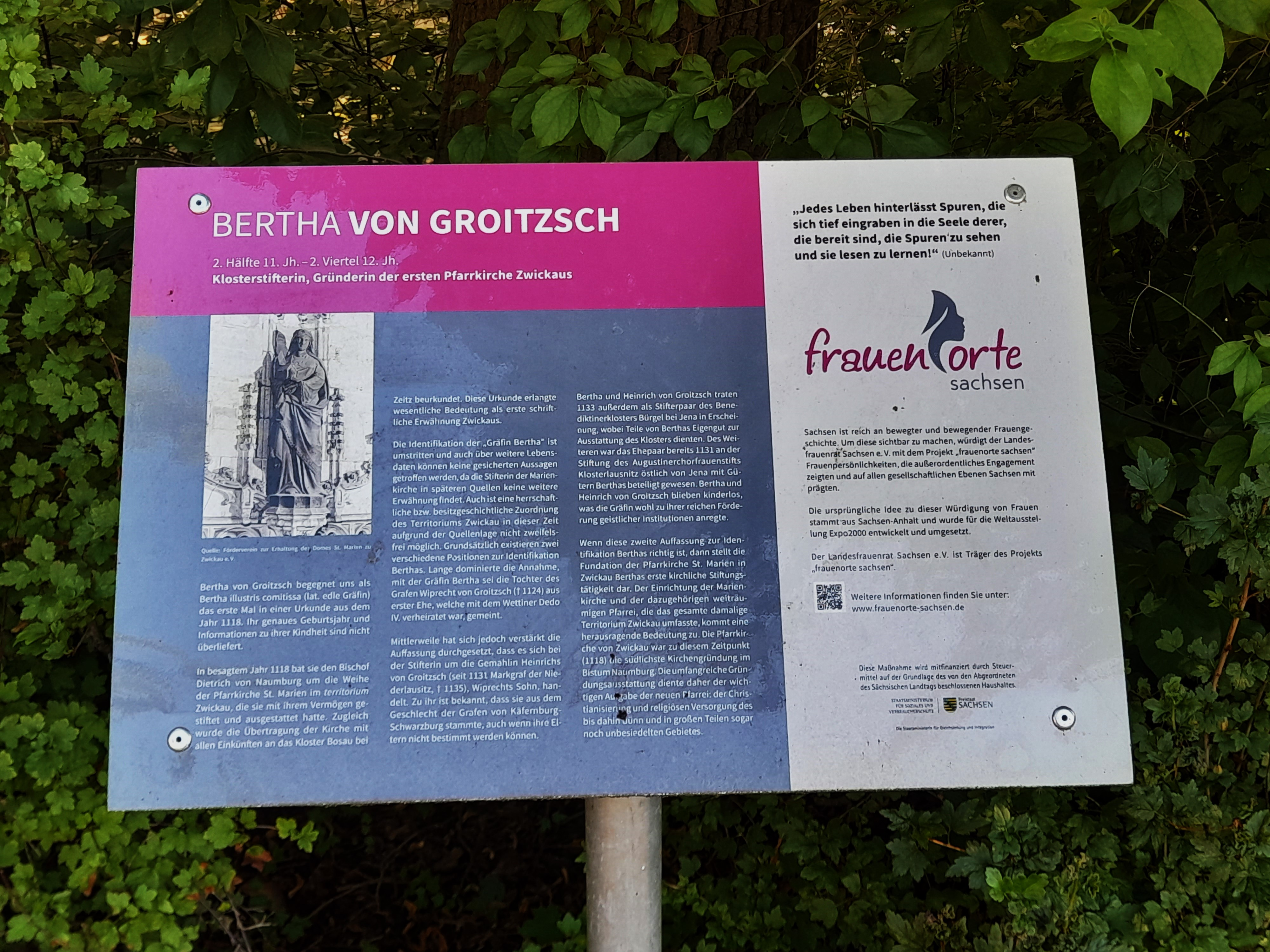
Frauenorte Sachsen, Infotafel Bertha von Groitzsch im Alten Rosengarten in Zwickau

An Bertha von Groitzsch erinnert heute eine Gedenktafel der Initiative Frauenorte Sachsen im Alten Rosengarten im Schwanenteichpark der Stadt Zwickau.